# Jia Chunwang
Jia Chunwang (chinesisch 贾春旺; * Mai 1938 in Daxing, Peking) ist ein chinesischer Politiker der Kommunistischen Partei Chinas (KPCh), der unter anderem zwischen 1985 und 1998 Minister für Staatssicherheit sowie von 1998 bis 2003 Minister für Öffentliche Sicherheit im Staatsrat der Volksrepublik China war. Darüber hinaus fungierte er von 2003 bis 2008 als Oberster Staatsanwalt.

## Leben
Jia Chunwang begann ein Studium an der Fakultät für Technische Physik der Tsinghua-Universität, welches er 1964 beendete. Er trat 1962 als Mitglied der Kommunistischen Partei Chinas (KPCh) bei. Er war zu dieser Zeit Sekretär des Kommunistischen Jugendverbandes Chinas (KJVC) an der Tsinghua-Universität und Mitglied für studentische Angelegenheiten des Ständigen Ausschusses des Parteikomitees der Universität. In der Folgezeit war er Sekretär des KJVC in Peking sowie Mitglied des Ständigen Ausschusses des Zentralkomitees des KJVC. Darüber hinaus fungierte er als Sekretär des Parteiausschusses des Pekinger Stadtbezirks Haidian und Sekretär der Kommission für Disziplinarinspektion des Parteikomitees von Peking sowie Mitglied des Ständigen Ausschusses des Parteikomitees der Hauptstadt. Auf dem XII. Parteitag der KPCh (1. bis 12. September 1982) wurde er erstmals Mitglied des Zentralkomitees der Kommunistischen Partei Chinas (ZK der KPCh). Als solcher wurde er auf dem XIII. Parteitag (25. Oktober bis 2. November 1987), dem XIV. Parteitag (12. bis 19. Oktober 1992), dem XV. Parteitag (12. bis 19. September 1997) sowie auf dem XVI. Parteitag (8. bis 14. November 2002) bestätigt und gehörte diesem Führungsgremium der Partei bis zum XVII. Parteitag (15. bis 21. Oktober 2007) an. Er fungierte zwischen 1984 und 1985 als stellvertretender Sekretär des Parteikomitees von Peking.
Im September 1985 wurde Jia als Nachfolger von Ling Yun Minister für Staatssicherheit im Staatsrat der Volksrepublik China und bekleidete dieses Ministeramt fast dreizehn Jahre lang bis März 1998, woraufhin Xu Yongyue ihn ablöste. 1992 wurde ihm der Rang eines Generalkommissars verliehen. Im März 1998 übernahm er wiederum von Tao Siju das Amt als Minister für Öffentliche Sicherheit im Staatsrat und behielt dieses bis zu seiner Ablösung durch Zhou Yongkang 2003. Zugleich war er zwischen 1998 und 2003 in Personalunion auch Erster Politischer Kommissar der Bewaffneten Volkspolizei sowie zugleich Stellvertretender Oberster Staatsanwalt der Volksrepublik China. Darüber hinaus übernahm er 1999 auch das Amt des Direktors der Nationalen Betäubungsmittelkontrollkommission. Zuletzt wurde er 2003 Nachfolger von Han Zhubin als Oberster Staatsanwalt der Volksrepublik China und behielt diesen Posten bis 2008, woraufhin Cao Jianming seine dortige Nachfolge antrat.